# Café A Brasileira (Braga)
A Brasileira (del portugués, «la brasileña») es una de las cafeterías más emblemáticas y antiguas de la ciudad portuguesa de Braga, inaugurada en 1907 y ubicada en el casco antiguo. Sus especialidades son el café de puchero (o de olla) y el café mazagrán (endulzado y frío, popular en Argelia, Portugal, España y Austria).
Funciona en una esquina con fachada de típicos mosaicos portugueses, en calle de São Marcos y Largo do Barão de São Martinho, y asisten diariamente tanto pobladores locales como turistas nacionales y extranjeros.

## Historia
Fue fundado el 17 de marzo de 1907 por Adolpho de Azevedo, un comerciante de Oporto que se desempeñaba como vicecónsul de Brasil en Braga. En sus inicios era frecuentado por los más distinguidos pobladores de la ciudad y se exigía vestir corbata para ingresar al local. Se vendía principalmente café de Brasil y vinos de la región del Duero.
El café era importado por Adriano Soares Teles do Vale (o Adriano Soares Telles do Valle), un comerciante portugués que volvió al país tras vivir en Brasil y creó una red de puntos de venta de café, todos llamados A Brasileira, que funcionaban en Lisboa, Oporto, Aveiro, Coimbra y la ciudad española de Sevilla.
A Brasileira tuvo distintos dueños en Braga: Adolpho de Azevedo estuvo al frente durante treinta años, en 1937 fue adquirido por Mário Joaquim de Queirós, en 1997 lo compró Joaquim Domingos Godinho y en 2004 pasó a manos de Armindo Pinheiro e hijos.
Tras cumplir cien años, A Brasileira fue cerrado en septiembre de 2008 para una remodelación (se hicieron trabajos de limpieza, se restauró el mobiliario, se acondicionaron dos salas en el segundo piso y se adaptaron las cocinas a las normas de seguridad actuales) y fue reabierto en marzo de 2009.
Durante la época del Estado Nuevo, a pocos metros funcionó durante algunos años una cafetería que rivalizó con A Brasileira por la inclinación política de su clientela: A Nova Brasileira era frecuentada por simpatizantes del dictador António de Oliveira Salazar, mientras que A Brasileira tenía como clientes a opositores del régimen.

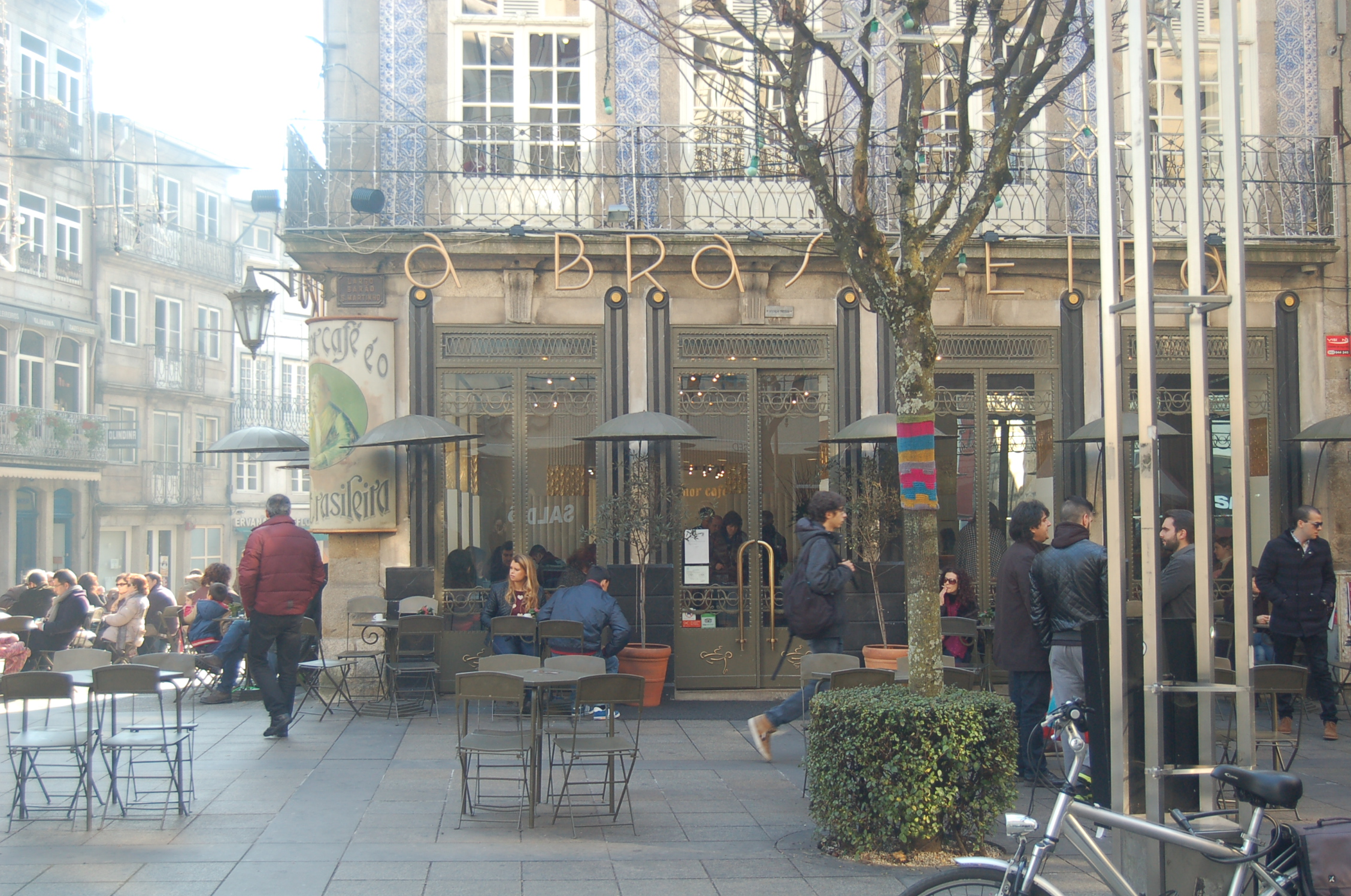
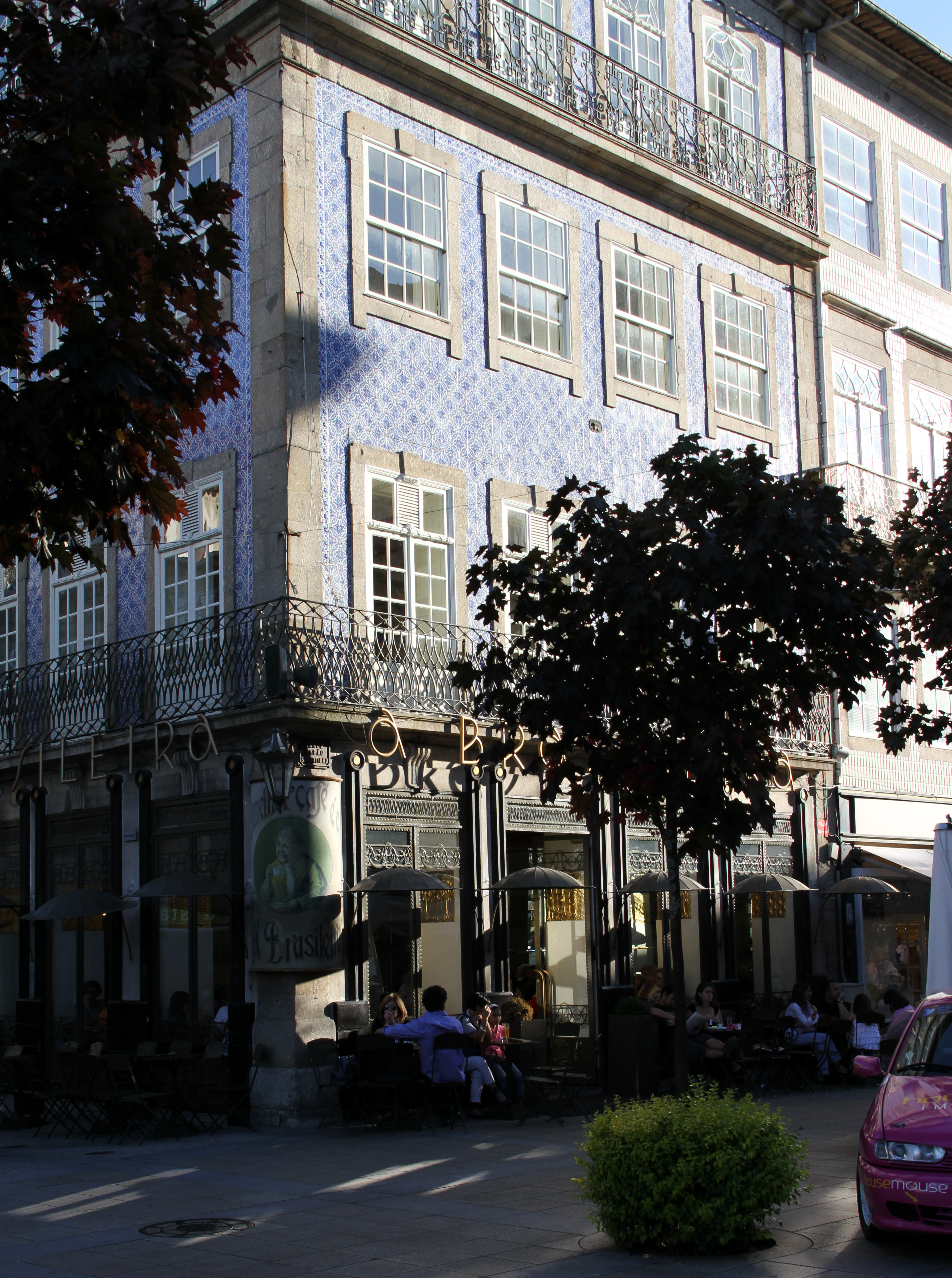